# Astragalus ekicii
Astragalus ekicii es una especie de planta del género Astragalus, de la familia de las leguminosas, orden Fabales.

## Distribución
Astragalus ekicii se distribuye por Turquía.

## Taxonomía
Fue descrita científicamente por H. Duman & Akan. Fue publicado en Botanical Journal of the Linnean Society 143: 201 (2003).